# شرودر ۱۹۲۹۰
سیارک ۱۹۲۹۰ (به انگلیسی: 19290 Schroeder، نامگذاری:1996JR1) نوزده هزار و دویست و نودمین سیارک کشف شده‌است که در ۱۵ مه ۱۹۹۶ کشف شد.
قدر مطلق سیارک برابر ۱۴٫۴۰ است.